# Nadleśnictwo Rudziniec
Nadleśnictwo Rudziniec – jednostka organizacyjna Lasów Państwowych, w obrębie Regionalnej Dyrekcji Lasów Państwowych w Katowicach z siedzibą w Rudzińcu.

## Położenie[1]
Nadleśnictwo leży na terenie województwa śląskiego i opolskiego.
Znajduje się na terenie powiatów:
- gliwickiego,
- strzeleckiego,
- miasta Gliwice,
- tarnogórskiego,
- kędzierzyńsko-kozielskiego,

oraz gmin:
- Bierawy,
- Jemielnicy,
- Strzelec Opolskich,
- Ujazdu,
- Rudzińca,
- Sośnicowic,
- Toszka,
- Wielowsi,
- Zbrosławic,
- Miasta Gliwice.

### Leśnictwa
- Świbie
- Centawa
- Płużnica
- Ciochowice
- Paczyna
- Proboszczowice
- Nogowczyce
- Łaskarzówka
- Kozłów
- Łącza
- Ostropa
- Sierakowice
- Trachy

### Sąsiednie nadleśnictwa
Od północy – Nadleśnictwo Zawadzkie.
Od wschodu – Nadleśnictwo Rudy Raciborskie oraz Nadleśnictwo Rybnik.
Od południa – Nadleśnictwo Strzelce Opolskie oraz Nadleśnictwo Kędzierzyn.
Od zachodu – Nadleśnictwo Brynek.

## Historia[2]
Historia sprzed roku 1945 nie jest znana ze względu na brak danych, jednak z analizy istniejących drzewostanów wyciągnięto określone wnioski.
Hodowla była w tym czasie nastawiona na jak najwyższą rentę gruntową, przez co hodowane były głównie drzewostany świerkowe. Spowodowało to stopniowy zanik udziału takich gatunków jak: dąb, buk czy modrzew.
Użytkowanie rębne było prowadzone głównie zrębami zupełnymi. Świadczą o tym występujące dzisiaj występujące jednowiekowe monokultury.
Tak przedstawiał się wtedy procentowy udział gatunków:
- sosna 74 %,
- świerk 22 %,
- liściaste ok. 4 %.
Po roku 1945 prowadzono odnowienia. Sadzono głównie sosnę i świerk, a na glebach bardziej żyznych dodatkowo gatunki liściaste.
Nadleśnictwo nawiedziło kilka klęsk żywiołowych, m.in.: huragan z 1801 roku – uległo zniszczeniu 800 ha lasu, w 1928 wiatr zniszczył 400 ha drzewostanu świerkowego, pożar w 1946 roku – 350 ha spalonego lasu.
Po tym czasie lasy niszczył kornik drukarz i osnuja gwiaździsta, tą drugą zwalczano przy pomocy opylaczy naziemnych oraz z samolotów.

### Wielki Pożar w 1992 roku
W 1992 roku wybuchł największy pożar w Europie. Swoim zasięgiem objął 2 154 ha rudzinieckich lasów.
Jednym z działań mających na celu uproduktywnienie pożarzyska było zalesienie 1 137 ha lasu 3 lata po katastrofie.
Na pozostałym obszarze wystąpiły odnowienia naturalne, głównie brzozowe.
Jednym z ostatnich kryzysów jakie nawiedziły las była trąba powietrzna z dnia 15 sierpnia 2008 roku. Straty w infrastrukturze drogowej, obiektach ochony lasu i 200 ha zniszczonego lasu oszacowano na ok. 15 mln zł.
Zniszczone powierzchnie odnowiono dopiero do 2013 roku.

## Charakterystyka zasobów leśnych[3]
Rodzaje siedlisk leśnych nadleśnictwa: lasowe (79%), borowe (21%).
Główne gatunki lasotwórcze:
- sosna (63%),
- brzoza (12%),
- dąb (10%),
- buk (5%),
- olsza (5%),
- modrzew (4%),
- pozostałe (1%).